# Dick Olver

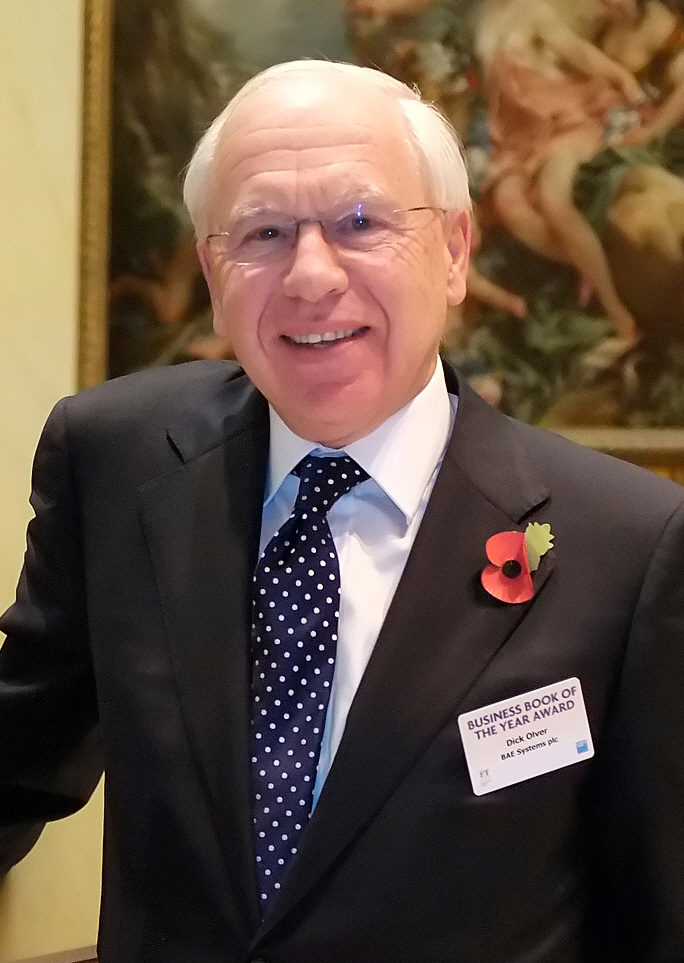
Dick Olver im FT Goldman Sachs Business Book of the Year Award 2011

Sir Richard Lake „Dick“ Olver (* 2. Januar 1947) ist ein britischer Manager.

## Leben
Olver studierte an der City University London Bauingenieurwesen. Seit 2008 ist er als Nachfolger von Richard Evans Vorstandsvorsitzender des britischen Rüstungsherstellers BAE Systems. Olver ist verheiratet und hat zwei Kinder.
Am 10. Dezember 2013 wurde er zum Knight Bachelor geschlagen.